# Licor negro

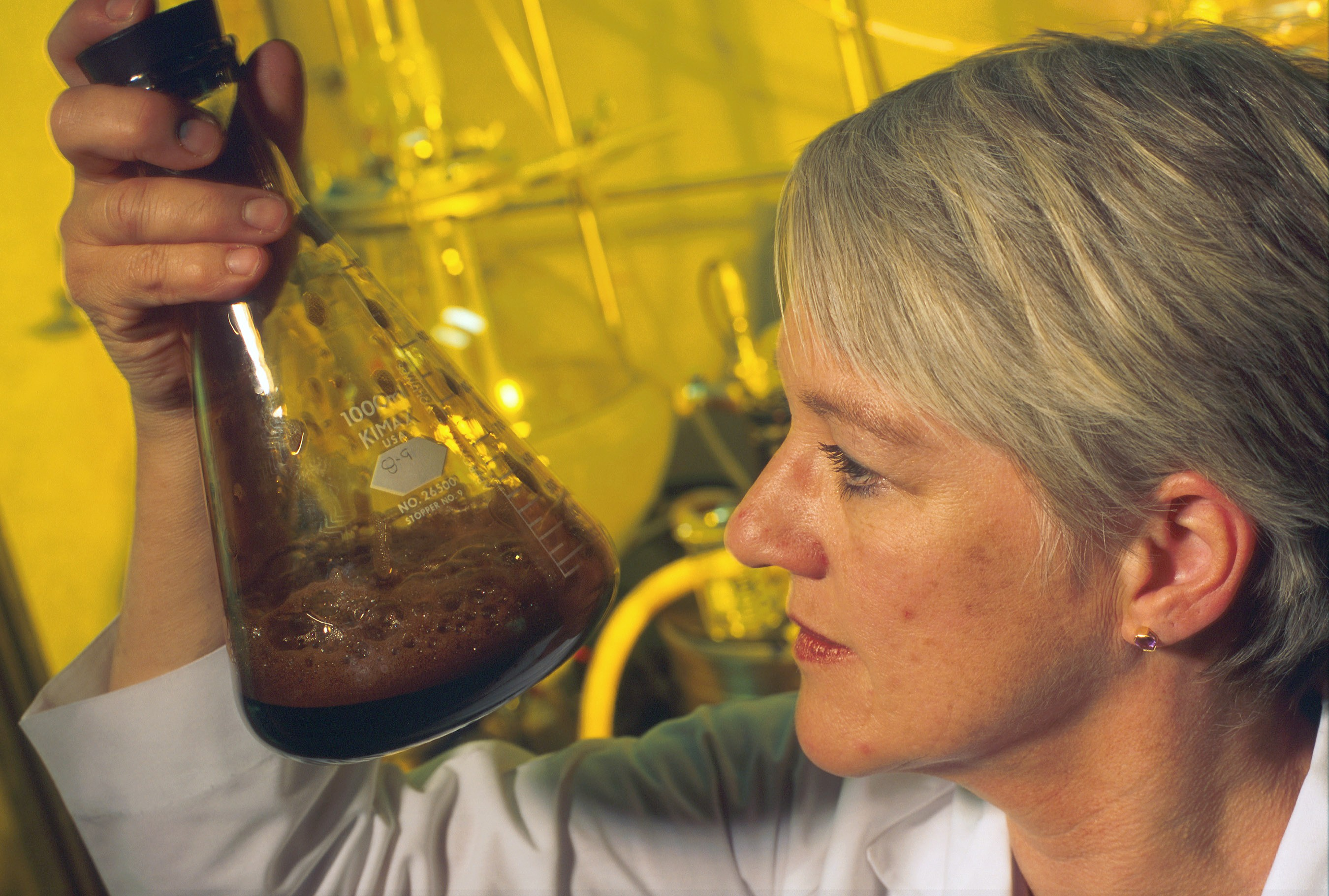
Señora produciendo licor negro.

El licor negro es un subproducto formado durante el proceso Kraft cuando se convierte madera en pulpa de celulosa al quitarle lignina, hemicelulosas y otros extractivos a la madera liberando así a las fibras de celulosas.